# Franziska Roth (femme politique, 1966)
Pour les articles homonymes, voir Roth et Franziska Roth.
Franziska Roth, née le 17 avril 1966 à Soleure (originaire de Bellach), est une personnalité politique suisse, membre du Parti socialiste. 
Elle est députée du canton de Soleure au Conseil national de décembre 2019 à décembre 2023, puis du Conseil des États.

## Biographie
Franziska Roth naît le 17 avril 1966 à Soleure. Elle est originaire d'une autre commune du même canton, Bellach.
Après avoir suivi le séminaire de formation des enseignants du primaire (école normale) de 1982 à 1987, elle enseigne au primaire à Herbetswil, dans le canton de Soleure, jusqu'en 2008. Elle suit ensuite une formation de trois ans à la Haute école intercantonale de pédagogie curative de Zurich et exerce depuis lors comme enseignante spécialisée en pédagogie curative,.
Elle est mère de deux enfants et habite Soleure.

## Parcours politique
Elle est conseillère municipale (exécutif) de Soleure depuis 2005, membre du Grand Conseil du canton de Soleure de 2009 à 2019 et présidente du parti socialiste soleurois de 2012à 2021.
En 2017, elle est candidate à la présidence de la ville de Soleure, mais échoue face au PLR Kurt Fluri, réélu pour un septième mandat, ne récoltant que 37 % de voix contre 63 % pour son adversaire.
Après avoir échoué à obtenir un siège en 2011 (obtenant 28 voix moins que son colistier Philipp Hadorn, élu avec 7 398 voix) et 2015 (obtenant 122 voix de moins que son colistier Philipp Hadorn, réélu avec 10 565 voix), elle est élue au Conseil national lors des élections fédérales de 2019 (obtenant cette fois avec 12 647 voix plus de 3 000 voix de plus que son colistier Philipp Hadorn, qui n'est pas réélu),. Elle siège au sein de la Commission de la politique de sécurité (CPS).
Elle est élue au Conseil des États lors des élections fédérales suisses de 2023, s'imposant nettement au second tour face à son adversaire de l'UDC Christian Imark (43 668 voix contre 35 904) après l'avoir devancé de seulement 1 000 voix au premier tour. Elle parvient ainsi à conserver le siège socialiste à la chambre haute du Parlement suisse, occupé jusque-là par Roberto Zanetti. Elle y siège, en plus de la CPS, au sein de la Commission de politique extérieure (CPE) et de la Commission de gestion (CdG).